# Emmy Verhey
Emmy Verhey (Amsterdam, 13 maart 1949) is een Nederlands concertvioliste, die in 1961 debuteerde en in 2015 afscheid nam van het concertpodium.

## Carrière

### Vroege jaren

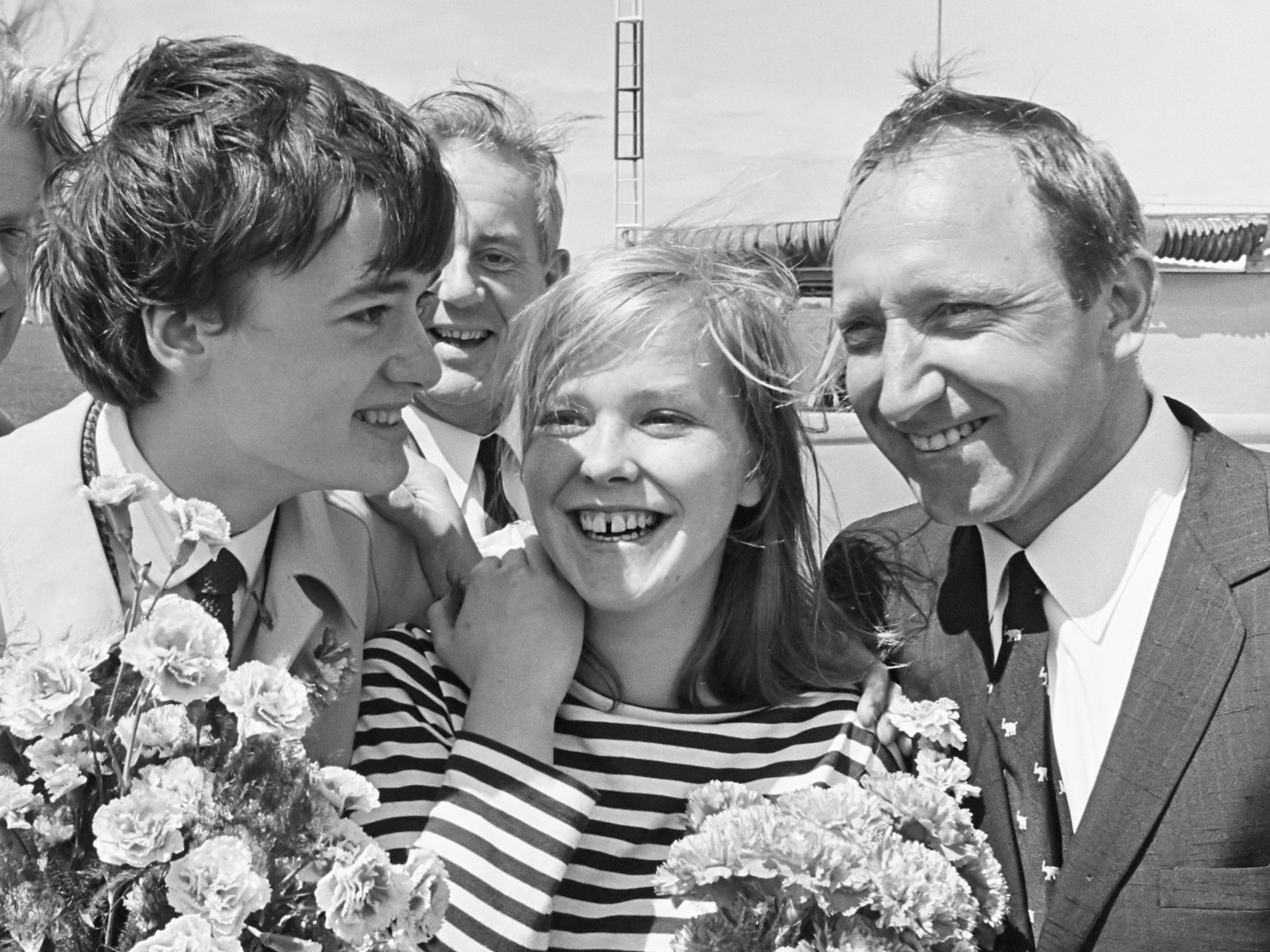
Aankomst Emmy Verhey op Schiphol, v.l.n.r. Christiaan Bor, Emmy Verhey en Herman Krebbers, 19 juni 1966

Emmy Verhey kreeg op haar zevende haar eerste vioolles van haar vader, de violist Gerard Verhey. Binnen een jaar speelde zij het vioolconcert in a-klein en het dubbelconcert van Johann Sebastian Bach. Bestempeld als wonderkind werd zij op achtjarige leeftijd bij wijze van hoge uitzondering aangenomen door de Hongaars-Nederlandse vioolpedagoog Oskar Back. Voorts studeerde zij bij Herman Krebbers, Bela Dekany, Wolfgang Schneiderhan in Luzern en David Oistrach in Moskou.
Op 12-jarige leeftijd (7 december 1961) maakte zij haar officiële debuut met het Frysk Orkest in Leeuwarden, waar ze de Havanaise van Saint Saëns vertolkte. Op 3 september 1962 speelde ze in de Scheveningse Kurzaal het vioolconcert van Tsjaikovski. Op haar zeventiende was zij de jongste laureaat op het Internationaal Tsjaikovski-concours in Moskou en kreeg naar aanleiding hiervan haar eerste platencontract. Een week na het concours studeerde zij af aan het Amsterdams Muzieklyceum met een 10 voor alle examens. De belangstelling voor haar examen was zo groot dat dit plaatsvond in de Kleine Zaal van het Amsterdamse Concertgebouw en dat ze enkele dagen later als solist met het conservatoriumorkest mocht optreden in de Grote Zaal. Zij won het Nationaal Vioolconcours Oskar Back en het Tromp Muziekconcours.

### Concertcarrière

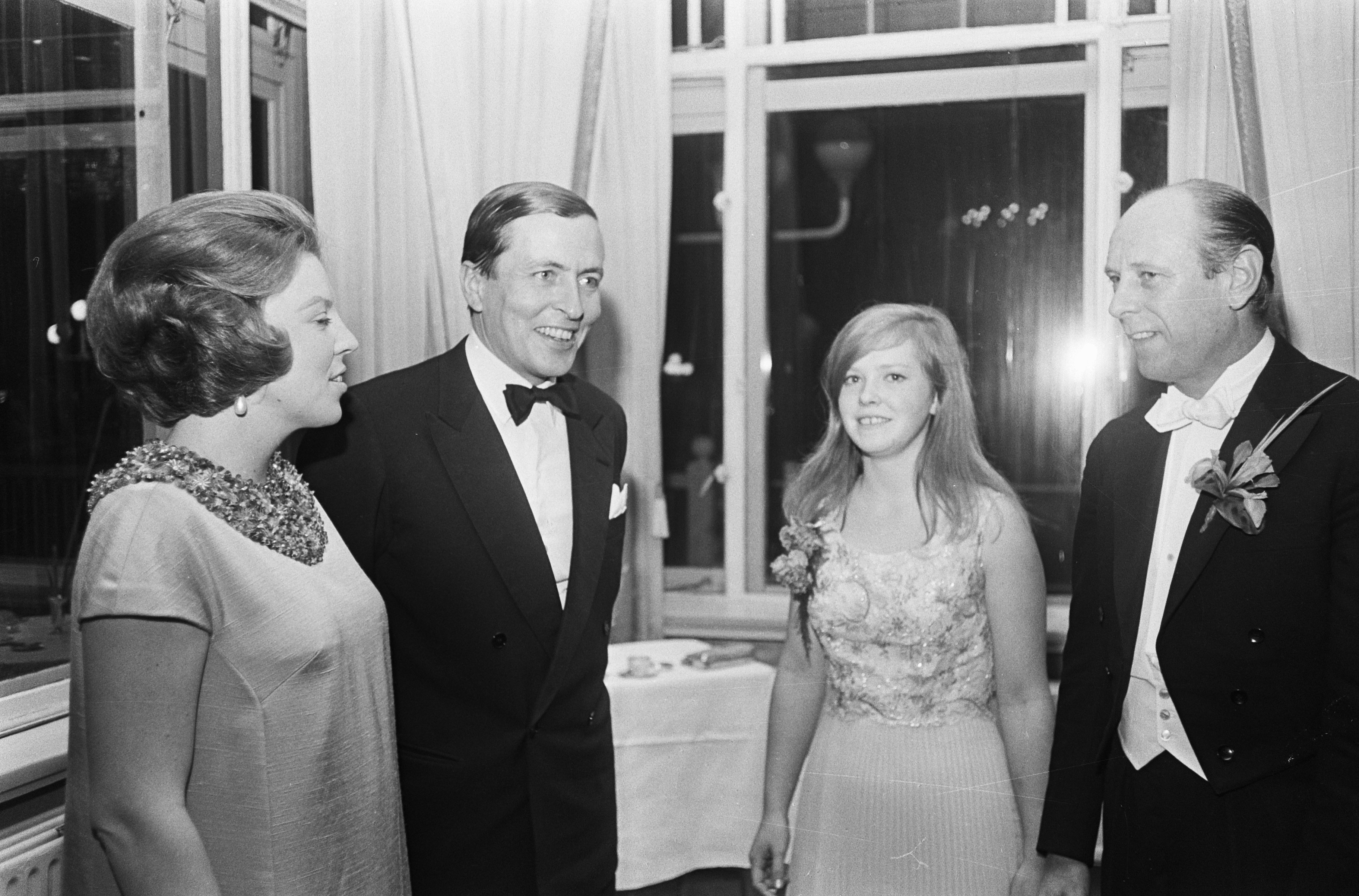
Emmy Verhey met prinses Beatrix, prins Claus en de dirigent Jan Brussen in 1967 tijdens een galaconcert in het Kurhaus (Scheveningen).

Verhey heeft op alle belangrijke muziekpodia in Europa en de Verenigde Staten gestaan en maakte vele concertreizen naar onder meer Israël, Zuid-Korea en Japan. Ze trad op met vele dirigenten, onder wie Mariss Jansons, Riccardo Chailly, Bernard Haitink, Anton Kersjes, Hans Vonk, Ed Spanjaard, Edo de Waart, Neville Marriner, Klaus Tennstedt, Jean Fournet, Roberto Benzi en Antal Doráti. Ze speelde samen met violisten als Yehudi Menuhin, David Oistrach en Igor Oistrach en cellisten als János Starker, Mischa Maisky en Godfried Hoogeveen. Ook speelde ze onder anderen met de pianisten Youri Egorov, Maria João Pires, Carlos Moerdijk en Paul Komen. Haar repertoire reikt van oude tot eigentijdse muziek.
Componisten hebben werken aan haar opgedragen, onder wie Tristan Keuris (Sonate voor viool en piano 1977), Theo Loevendie (Drones 1991), Robert Heppener (Vioolconcert 2009, onvoltooid) en Otto Ketting (Trio I 1988, Trio II 2009 , Trio Dubrovnik 2012).
Naast haar solocarrière was Emmy Verhey acht jaar lang concertmeester van het Utrechts Symfonie Orkest. Van 1983 tot 2002 was zij docent viool aan het Utrechts Conservatorium (de faculteit Muziek van de Hogeschool voor de Kunsten Utrecht).
In 1991 was zij een van de oprichters van het Camerata Antonio Lucio, een strijkersensemble. Sinds 2006 wordt onder haar leiding in haar woonplaats Zaltbommel jaarlijks het driedaagse Emmy Verhey Festival georganiseerd. Met Godfried Hoogeveen (cello) en Paul Komen (piano) formeerde ze het Amédée Trio.
Ze heeft meer dan 55 grammofoonplaten en cd's op haar naam staan en is regelmatig op televisie te zien. Zo speelde ze in 2011 in de oudejaarsconference van Youp van 't Hek (getiteld De tweede viool).
In aanwezigheid van koningin Beatrix vierde Verhey op 20 mei 2012 haar vijftigjarig jubileum in de Nieuwe Kerk in Den Haag. Tijdens dit concert ging het aan haar opgedragen Dubrovnik van Otto Ketting in wereldpremière dat speciaal voor dit concert werd gecomponeerd.

### Afscheid
In augustus 2014 kondigde Verhey aan na de zomer van 2015 te zullen stoppen met optreden. In aanwezigheid van onder meer minister Jet Bussemaker speelde ze op 29 november 2015 in de Amsterdamse Amstelkerk haar afscheidsconcert.

## Instrumenten
Eind jaren zeventig kocht Verhey de Earl Spencer Stradivarius-viool uit 1712, die zij bespeelde totdat zij eind jaren negentig een viool van Andrea Guarneri uit 1676 kocht die zij tot aan haar pensioen bespeelde.
In 2000 vroeg Emmy Verhey de vioolbouwer Lambert Houniet een kopie te maken van haar Andrea Guarneri viool. In 2001 voltooide Houniet deze viool. Na het beëindigen van haar carrière als violiste kwam de viool in het bezit van violist Bouw Lemkes.

## Onderscheidingen
Emmy Verhey is benoemd tot Ridder in de Orde van de Nederlandse Leeuw.
In 2012 ontving ze de Andreaspenning van de stad Amsterdam. In 2009 kreeg zij de Gemeentepenning van haar woonplaats Zaltbommel.

## Familie
Verhey is de tante van de musicus Valensia. Zij werkte mee aan zijn debuutalbum Valensia.

## Albums in Top 100
| Album met eventuele hitnotering(en) in de Nederlandse Album Top 100 | Datum van verschijnen | Datum van binnenkomst | Hoogste positie | Aantal weken | Opmerkingen                           |
| ------------------------------------------------------------------- | --------------------- | --------------------- | --------------- | ------------ | ------------------------------------- |
| À ma mère                                                           | 1993                  | 23-10-1993            | 66              | 5            | met Jaap van Zweden                   |
| Oudejaarsconference 2011 - De 2e viool                              | 01-2012               | 07-01-2012            | 20              | 4            | als Youp & Emmy / met Youp van 't Hek |